# فوق الجرجور (جبلة)

تعديل مصدري - تعديل

فوق الجرجور محلة تابعة لقرية المنزل، التابعة لعزلة الشراعي بمديرية جبلة إحدى مديريات محافظة إب في الجمهورية اليمنية، بلغ تعداد سكانها 29 حسب تعداد اليمن لعام 2004.